# تمار
تمار (بالألمانية: Themar) هي بلدة ألمانية تقع في ألمانيا في هيلدبورغهاوزن. يقدر عدد سكانها بـ 3,099 نسمة .

## المدن التوأمة
مدينة Gerbrunn هي مدينة توأمة لـتمار.